# Lobizon corondaensis
Lobizon corondaensis là một loài nhện trong họ Lycosidae.
Loài này thuộc chi Lobizon. Lobizon corondaensis được Cândido Firmino de Mello-Leitão miêu tả năm 1941.